# NGC 6382
NGC 6382 is een spiraalvormig sterrenstelsel in het sterrenbeeld Draak. Het hemelobject werd op 2 juni 1883 ontdekt door de Amerikaanse astronoom Edward D. Swift.

## Synoniemen
- MCG 9-29-1
- ZWG 277.44
- PGC 60342